# 非情の罠
『非情の罠』（ひじょうのわな 原題：Killer's Kiss）は、1955年制作のアメリカ合衆国のフィルム・ノワール。スタンリー・キューブリック監督。キューブリックはほかに、製作、撮影、編集と1人4役をこなしている。
日本では1960年9月17日にユナイト映画より67分の上映時間から24分ものそのシーンをカットして劇場公開され、1998年10月23日にワーナー・ホーム・ビデオより67分のオリジナル完全版としてVHSが発売された。

## あらすじ
ニューヨーク。ボクサーのデイヴィーは向かいのアパートに住むタクシーダンサーのグロリアという女性と知り合い、好意を寄せる。しかし、彼女は大物ギャングのラパロの情婦であった。
デイヴィーは何とかグロリアを救い出そうと奔走するが、ラパロはそれを許さず、手下を使って彼を脅迫する。
そんな二人の駆け引きは次第にエスカレートし、ついに対峙の時を迎える。そして、マネキン工場での対決の末、デイヴィーはラパロを倒した。
その後、ボクサーを辞めて田舎に帰るため列車に乗ろうとしているデイヴィーのもとにグロリアが駆け付け、二人は固く抱き合うのだった。

## キャスト
- デイヴィー・ゴードン：ジェイミー・スミス
- ヴィンセント・ラパロ：フランク・シルヴェラ
- グロリア・プライス：アイリーン・ケイン
- アルバート：ジェリー・ジャレット